# 繪本
繪本（Picture Book），顧名思義就是「畫出來的書」（也譯作畫冊）。整本書以圖畫為主，可以連貫成為單一完整故事的稱為繪本。簡單來說，只要把整本書的文字全部拿掉，讀者光靠整本書的圖還可以知道整本書的故事內容在說什麼，才可以被稱做為繪本。繪本常常被人以插圖為主的故事書搞混。整本書若以文字為主，就算每一頁都有插圖，將整本書的文字拿掉後，若讀者光看圖看不出整個故事的來龍去脈，那就是故事書。繪本有分年齡層，兒童繪本主要是針對幼兒、兒童所設定的出版品，多以適合幼兒、兒童閱讀的內容為取向，成人繪本則是以成人閱讀的繪本為主。
在大學的科系中，繪本並沒有自己的系或研究所。繪本都是被歸類在幼教系、美術系或兒童文學研究所裡面的選修或必修學分裡。

## 繪本歷史
最早的繪本原型可以追溯到人類高度演化後，原始人在洞穴留下來的壁畫、動物骨頭上留下來的甲骨文和圖騰、動物獸皮上留下來的特殊記號等。後來隨著紙和印刷術的發明和進步，人類文明靠文字和圖畫的合作開始有了各式各樣的繪本，例如：本草綱目就是以文字和圖畫來記載藥草、各門各派的拳法也是靠文字和拳法套路圖來傳承，還有宋朝記錄當時百姓日常生活起居的清明上河圖，都是現今手工拉頁繪本的模仿對象。
有人類就有故事，由於受限於早期印刷術還沒有那麼發達，很多繪本都是以手工製作的方式，但是由於手工製作曠日廢時，所以產量少。以一般來說，早期製作手工書的目的，大部份是為了以圖像和文字傳承重要的技術，也有部份是作家或父母特地為孩童設計的繪本，這也是個人出版的早期雛型。隨著印刷術的進步，現在在全世界有許多出版社開始銷售繪本。在台灣，有越來越多的繪本作家選擇非正式、自己花錢為自己出版，因此產生了獨立出版這個詞彙。由於是非正式，因此沒有國際標準書號ISBN條碼。

## 繪本功用
繪本的主要讀者大多設定為兒童，不過近年來，繪本延伸發展出許多不同的層面：

### 親子共讀
父母親一起製做一本繪本、一起閱讀一本繪本或是一起遊戲一本繪本（遊戲書）。親子共讀除了被認為可以有效增加親子互動外，亦可以讓孩子提升閱讀能力和學習溝通技巧。在台灣，有越來越多的大學開設手工書、手製書繪本課程，儘管手工書需要耗費較多的時間，但是部份的台灣父母為了製作與孩子共同的回憶，開始去上手製書繪本的課程。部份的大學將繪本定為大學生可以選修的科目。

### 心靈療癒
成年人有許多心靈上的問題不知道如何解決，藉由製作繪本或閱讀繪本而得到心靈上的安慰與滿足。

### 記錄生活
近年來，慢慢開始有人用畫繪本來記錄美食體驗、旅遊經驗。也有人因為用畫繪本的方式分享美食體驗的經驗而成為繪本作家。

### 語言保存
語言的學習與保存並不容易，因此台語、客語、原住民語或其他語言的繪本陸續的誕生。

### 文化保存
閱讀其他國家的繪本，可以了解到其他國家的文化不同與差異，讓閱讀者有世界觀，還可以讓下一代藉由繪本來看到與這一代地理環境的改變與差異。
在中華民國，由宜蘭縣政府主辦，每年舉辦的蘭陽繪本創作營，結合宜蘭童玩節和宜蘭在地的故事，培育出許多新人繪本作家。由雲林縣政府主辦，雲林故事館每年開設繪本製作教學課程，培養對繪本製作有興趣的雲林人成為繪本作家。

## 全世界的繪本作家
在歐美各國，繪本是一個高級的專業領域，繪本作家擁有高的地位，有的作家出一本繪本就可以靠版稅生活好幾年。在華人的社會，繪本不受到重視，繪本作家還需要兼任插畫家或是藝術工作者(藝術家)從事其他的兼差才能維持生活。在歐美各國，平均一本繪本價格在15~20美金之間；在華人的社會，平均一本繪本只值6~10美金之間。不管收入好不好，這些繪本作家創作的繪本，不僅僅受到兒童的喜歡，更受到成人的肯定（繪本被改編成電視、電影像史瑞克！、戲曲舞台劇等）。

### 中華人民共和國的繪本作家
- 楊紅櫻[16]
- 漪然

### 中華民國的繪本作家
在台灣，早期繪本並不受到重視，直到1996年國立臺東大學設立兒童文學系/研究所，台灣才有專門傳授繪本知識的大學。

#### 台灣繪本作家夫妻檔
- 劉旭恭和許增巧
- 廖健宏和林秀穗
- 黃郁欽和陶樂蒂
- 嚴凱信和崔麗君

### 美國的繪本作家

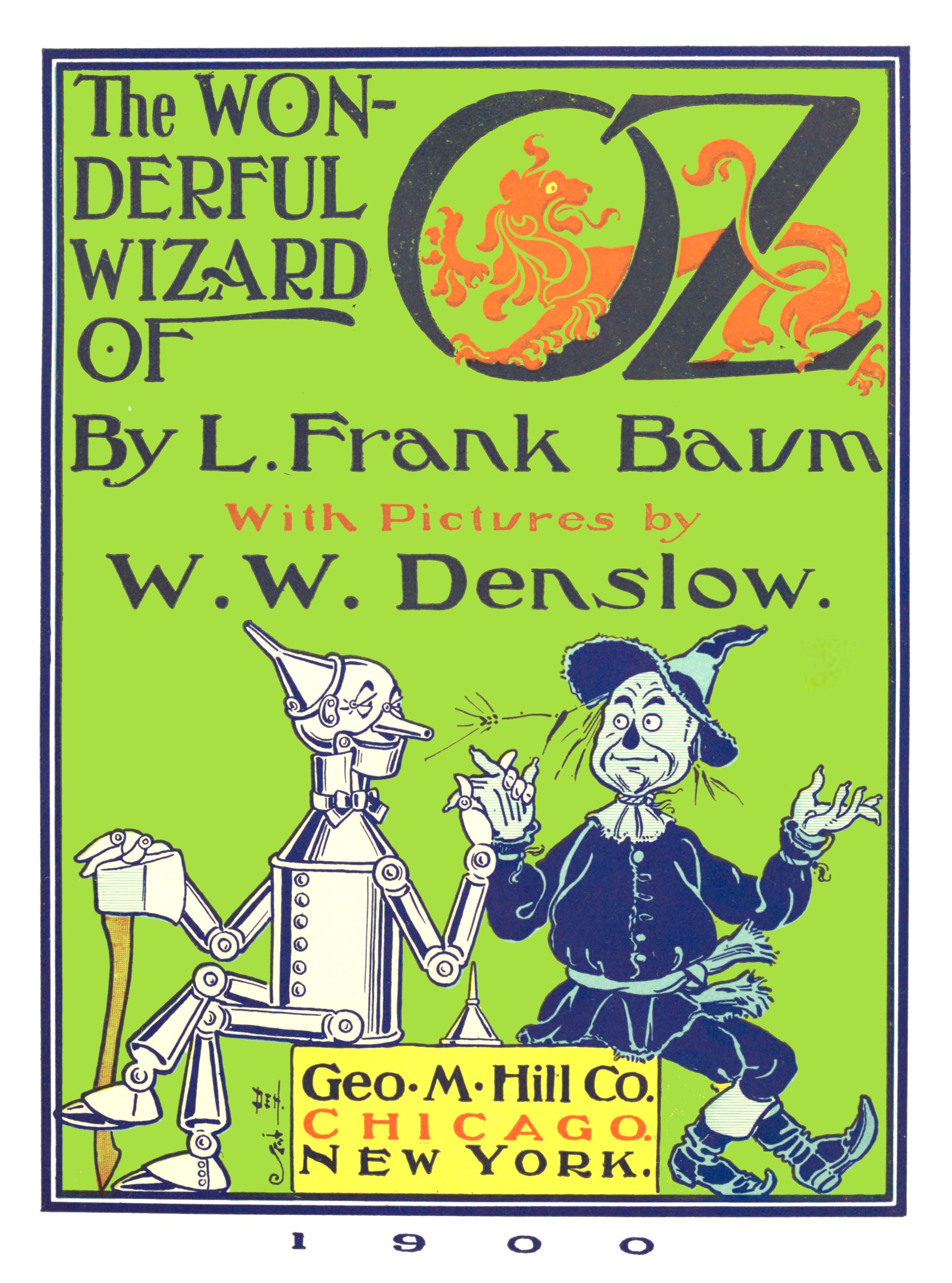
李曼·法蘭克·鮑姆 的繪本綠野仙蹤 (童話)

- 李曼·法蘭克·鮑姆（1856年5月15日－1919年5月6日）的繪本綠野仙蹤 (童話)。
- 汪達·佳谷（1893年3月11日－1946年6月27日）的繪本一百萬隻貓（Millions of Cats）。
- 蘇斯博士（1904年3月2日－1991年9月24日）在當時的時空背景，以著作會押韻的繪本有名。
- Virginia Lee Burton （页面存档备份，存于）（1909年8月30日－1968年10月15日）的繪本小房子。
- 瑪格莉特·懷絲·布朗（1910年5月23日－1952年11月13日）的繪本晚安，月亮（Goodnight Moon）和逃家小兔（The Runaway Bunny）。
- 莫里斯·桑達克（1928年6月10日－2012年5月8日）的繪本野獸國。
- 艾瑞·卡爾（1929年6月25日－2021年5月23日）的繪本好餓的毛毛蟲。
- 克里斯·凡·艾斯伯格（1949年6月18日－）的繪本勇敢者游戏、北極特快車、魔術師的花園
- 何敏楓（1951年1月7日－）美籍華裔繪本作家
- 馬丁．韓福特（1956年9月27日－）的繪本威利在哪裡？。

### 日本的繪本作家
- 岩崎知弘（1918年12月15日－1974年8月8日）
- 柳瀨嵩（1919年2月6日－2013年10月13日）的繪本麵包超人
- 小野木学（1924年1月13日－1976年8月24日）
- 松谷美代子（1926年2月15日－2015年2月28日）
- 安野光雅（1926年3月20日－2020年12月24日）
- 加古里子（1926年3月31日－2018年5月2日）
- 谷川俊太郎（1931年12月15日－）
- 角野榮子（1935年1月1日－）的繪本大盜布拉布拉、褲子船長的故事
- 宮崎駿（1941年1月5日－）的繪本魔法公主 (繪本)
- 安西水丸（1942年7月22日－2014年3月19日）
- 林明子（1945年3月20日－）畫的繪本第一次上街買東西
- 五味太郎（1945年8月20日-）
- 清野幸子 （页面存档备份，存于）（1947年－2008年6月19日）的繪本小貓丹丹
- 前野佳彦(1953年-)
- 宮西達也（1956年－）的繪本你看起來很好吃
- 後藤仁（1968年6月18日－）
- 近藤亞希 (1977年2月12日－) 的繪本棉花小兔
- 名畑俊孝（1977年3月30日－）的繪本醜比頭
- 川村元气（1979年3月12日－）
- 西野亮廣（1980年7月3日－）
- 植村花菜（1983年1月4日－）的繪本廁所的神明
- 东田直树（1992年8月12日－）
- トロル（?年?月?日－）的繪本屁屁偵探

### 英國的繪本作家

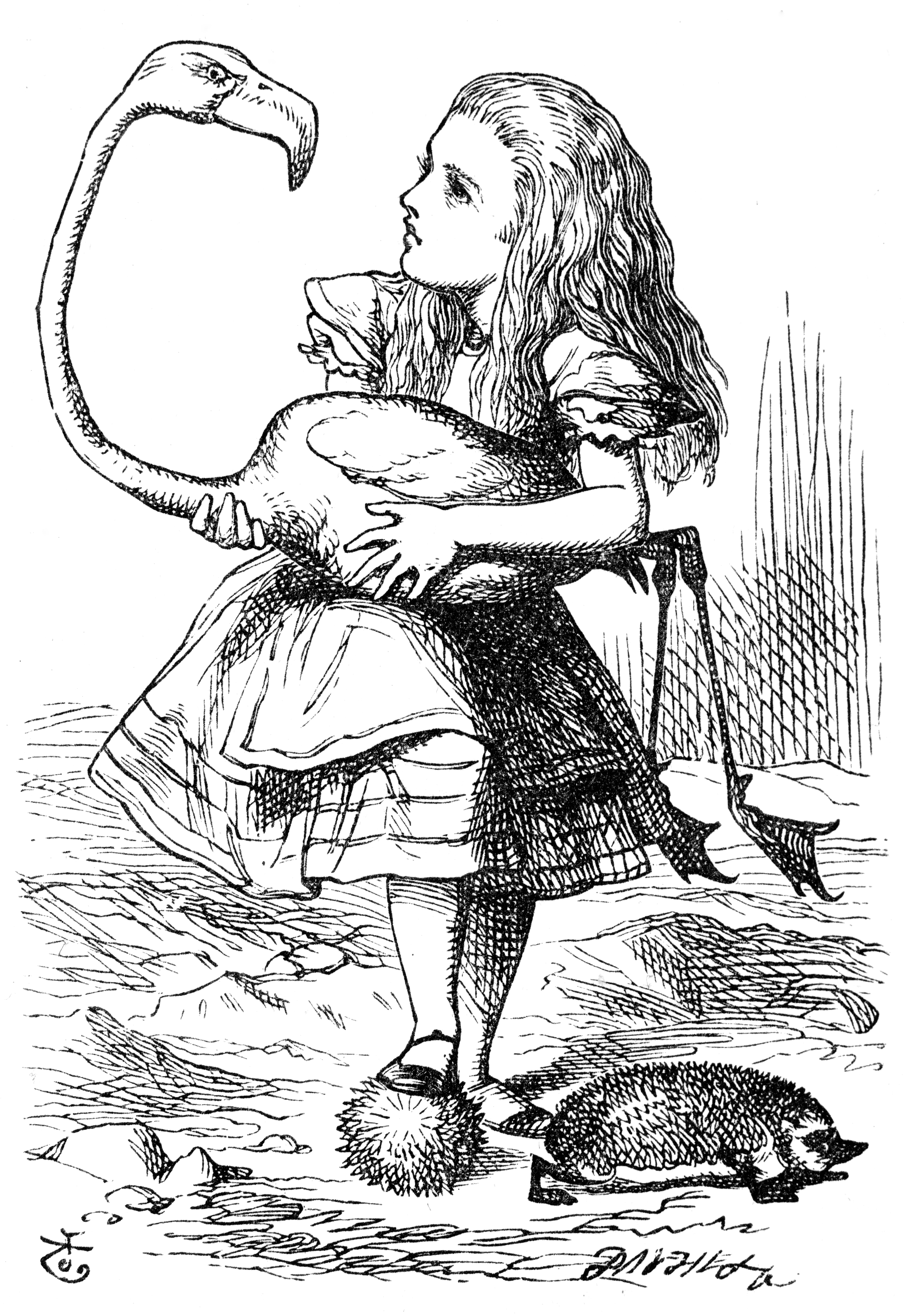
路易斯·卡羅 的兒童文學爱丽丝梦游仙境，由插畫家约翰·坦尼尔替繪本畫插圖。

- 約翰·坦尼爾（1820年2月28日—1914年2月25日）替繪本爱丽丝梦游仙境及其续集爱丽丝镜中奇遇畫插图。
- 海倫·班尼曼（1862年—1946年）的繪本小黑人桑波。

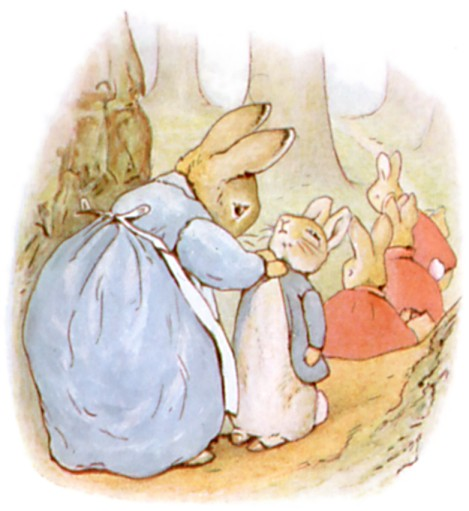
彼得兔『碧雅翠絲·波特的彼得兔繪本』(1902)

- 碧雅翠絲·波特（1866年7月28日－1943年12月22日）的繪本彼得兔、小兔班傑明。
- 約翰·羅納德·魯埃爾·托爾金（1892年1月3日－1973年9月2日）的繪本聖誕老爸的來信
- William Steig （页面存档备份，存于）（1907年11月14日－2003年10月3日）的繪本史瑞克！

### 瑞典的繪本作家
- 阿思緹·林格倫（1907年11月14日－2002年1月28日）的繪本長襪子皮皮和強盜的女兒。
- 努勒·強森( 1916年6月29日－2006年10月29日）

### 荷蘭的繪本作家
- 迪克·布魯納（1927年8月23日－2017年2月16日）的繪本米菲（Miffy）。

### 德國的繪本作家
- 柯奈莉亞·馮克（1958年12月10日－）。

### 義大利的繪本作家
- 羅伯托·英諾桑提（1940年2月16日－）。

### 俄羅斯的繪本作家
- 艾杜瓦德·烏斯賓斯基（1937年12月22日－2018年8月14日）的繪本大耳查布
- 伊戈爾·尤里耶維奇·奧列伊尼科夫（1953年1月4日－）

## 製作過程
一本繪本的文字和圖畫全部可能是由一位作者完成，也有可能是由文學家撰寫文字、藝術家設計插畫合力完成。不過目前也有許多著名的繪本作家本身不具文學與藝術背景。一本繪本的完成需經由作者歷經故事腳本發想、草圖打稿、色彩粗稿、精稿描繪等階段，交由出版社印刷成書出版，再加上系列的行銷手法包裝，可以成為通行於市面的精緻書籍。而對象也從幼兒（一般指3至6歲）及兒童（一般指6至12歲）拓展至成人與普羅大眾。

## 繪本的教育意義
繪本被視為是藝術的一種，無論意義或實際運用，都給人更加精緻細膩的藝術感受。其功能包括提供有意義背景情境、建構基礎能力、提供情感的抒發、提升學習興趣、經驗學習的媒介。若利用繪本的功能及優勢作為教學媒介，可激發兒童視覺、聽覺和思考幻想的空間，藉由聽讀圖文訊息、導引討論與分享的歷程，進行省思與建構內化的意義，以達成教育目標，養成終生閱讀習慣與培養自主學習能力。繪本教學目標中過程重於目的，且重視討論階段，並以培養閱讀能力為依歸。
以文字與圖畫的比例分配尚可分做：
- 無字的繪本：全是圖畫構成的繪本。這一類的繪本，大部份是給學齡前的小朋友們看的。
- 圖畫書繪本：圖畫重於文字的繪本。
- 一般故事書：圖畫與文字並重的故事書。這一類的故事書，專門給小孩子看的故事書又叫做童書。
- 插圖故事書：文字重於插圖的故事書。這一類的故事書，不一定每一頁都有插圖，可能每兩三頁文字才會有一張插圖。

## 繪本獎項
- 國際安徒生大獎
- 義大利波隆那童書展插畫獎
- 美國凱迪克獎
- 英國格林威獎
- 德國繪本大獎
- 瑞典小飛俠獎
- 中國陳伯吹兒童文學獎
- 香港豐子愷兒童圖畫書獎
- 台灣
  - 台灣全國學生圖畫書創作獎 （页面存档备份，存于）
  - 遠傳綠色輕功繪本比賽 （页面存档备份，存于）
  - 三民繪本獎 （页面存档备份，存于）
  - 信誼幼兒文學獎 （页面存档备份，存于）

## 資料來源
1. ↑  國立臺灣師範大學圖書資訊學研究所-碩士學位論文-成人繪本閱讀行為之研究 的存檔，存档日期2015-02-22.
2. ↑  許, 珈儀. . MindDuo親子共讀. 2019-06-27  [2020-07-13]. （原始内容存档于2021-03-23） （中文（臺灣））.
3. ↑  .   [2014-11-02]. （原始内容存档于2021-03-23）.
4. ↑  國立暨南國際大學中國語文學系學士班必選修科目一覽表－兒童繪本分析 的存檔，存档日期2014-11-02.
5. ↑  .   [2015-02-22]. （原始内容存档于2016-03-04）.
6. ↑  .   [2015-02-22]. （原始内容存档于2015-09-24）.
7. ↑  .   [2015-02-22]. （原始内容存档于2015-02-23）.
8. ↑   (PDF).   [2015-02-22]. （原始内容 (PDF)存档于2015-02-22）.
9. ↑  .   [2015-02-22]. （原始内容存档于2015-02-08）.
10. ↑  中華民國內政部營建署-繪本推薦-墾丁奇幻漂流記 （页面存档备份，存于）
11. ↑  .   [2017-12-03]. （原始内容存档于2021-03-23）.
12. ↑  .   [2017-12-03]. （原始内容存档于2021-03-23）.
13. ↑  .   [2017-12-03]. （原始内容存档于2021-03-23）.
14. ↑  .   [2017-12-03]. （原始内容存档于2021-03-23）.
15. ↑  .   [2014-11-15]. （原始内容存档于2014-11-18）.
16. ↑  .   [2022-03-02]. （原始内容存档于2017-03-05）.
17. ↑  .   [2021-11-27]. （原始内容存档于2022-02-18）.